# Долгосрочные узники
Долгосрочные узники (кор. 비전향 장기수, англ. Unconverted long-term prisoners) — применяемый в КНДР термин для обозначения политических заключённых в Южной Корее, не отказавшихся от верности идеалам чучхе. Правительство Северной Кореи считает их «патриотами-борцами за Объединение», южнокорейские власти называют «прокоммунистическими шпионами».

## История
В марте 1998 года президент Южной Кореи Ким Дэ Чжун объявил амнистию для долгосрочных узников в возрасте старше 70 лет, а также некоторых, страдающих от болезни.
В феврале 1999 года Президент Ким заявил об очередной амнистии для 17 долгосрочных узников.
В 2000 году на основании пункта 3 Совместной декларации Севера и Юга от 15 июня шестидесяти трём из бывших заключённых было разрешено уехать в Северную Корею. Были надежды, что Северная Корея ответит взаимностью, выпустив южных военнопленных, всё ещё остающихся на Севере.
Некоторые из возвращающихся на Север оставили на Юге свои семьи, которым южнокорейское Министерство объединения отказало в выезде. Долгосрочные узники пересекли границу в Пханмунджоме в 10 часов утра 2 сентября 2000 года, в то время как группа демонстрантов осудила их возвращение и потребовала, чтобы КНДР вернула похищенных ею граждан Южной Кореи. На северной стороне границы репатрианты были встречены духовым оркестром, пением революционных песен, а затем каждый из них был удостоен Премии Объединения Кореи.

## В литературе и кинематографе
В 2000 г. в Южной Корее издан сборник стихов и воспоминаний семи долгосрочных узников «0,75 пьён» (2,5 квадратных метра — площадь тюремной камеры).
В 2001 г. в КНДР издан сборник их дневников «Солдаты веры и воли».
В 2003 г. южнокорейским режиссёром Ким Дон Воном выпущен документальный фильм «Репатриация» (Songhwan), основой которого стали 800 часов хроники, снятые им за 12 лет общения с бывшими заключёнными.
Двухсерийный художественный фильм «철쇄로묶지못한다» (Цепи их не удержат). Северная Корея, 2002 г.
Художественный фильм «Seontaek» (Избранный путь). Южная Корея, 2003.

## Список перешедших в Северную Корею в 2000 г
Далее следует список 63 бывших заключённых, перешедших в Северную Корею в 2000 г.
| Имя          | Хангыль | Ханча             | Даты рождения и смерти                   | Место рождения | Провинция      | Срок заключения (в годах) | Примечания |
| ------------ | ------- | ----------------- | ---------------------------------------- | -------------- | -------------- | ------------------------- | --- |
| Кан Тон Гын  | 강동근  |                   | 19 ноября 1916 12 февраля 2004 (87 лет)  | Хадон          | Кёнсан-Намдо   | 37                        | ЦТАК публиковало некролог |
| Ким Тон Ги   | 김동기  | 金東基 или 金東起 | 19 ноября 1932                           | Танчхон        | Хамгён-Намдо   | 34                        | Перед репатриацией дал интервью «Кюнхян Синмун». Издал сборник воспоминаний (새는 앉는 곳마다 깃을 남긴다, ISBN 978-89-88996-04-1). В прессе приводилось два варианта написания имени на ханче. В поздравлении ЦТАК с 70-летием указана дата рождения 19 октября 1932. В августе 2005 г. ЦТАК сообщало о его выступлении перед делегацией студентов Корейского университета в Японии. |
| Ким Мён Су   | 김명수  |                   | 1 мая 1922                               | Хамхын         | Хамгён-Намдо   | 37                        | ЦТАК публиковало поздравления с 80-летием |
| Ким Сук Хён  | 김석형  |                   | 18 марта 1914 14 августа 2006 (92 года)  | Пакчхон        | Пхёнан-Пукто   | 30                        | Фигурирует в фильме «Репатриация». ЦТАК публиковало некролог. |
| Ким Сон Мён  | 김선명  |                   | 20 февраля 1925                          | Янпхён         | Кёнгидо        | 45                        | Вступил в Корейскую народную армию, возмущённый преобладанием японских коллаборационистов в южнокорейской администрации. Схвачен 15 октября 1951 г. и приговорён к смерти, заменённой пожизненным заключением. Семья отступилась от него и в 1975 г. признала умершим. Освобождён в 1995 г. Ослеп от катаракты, запущенной тюремными врачами. Ему посвящён фильм The Road Taken.      |
| Ким Ён Даль  | 김영달  |                   | 18 марта 1934                            | Йондок         | Кёнсан-Пукто   | 30                        | ЦТАК публиковало поздравление с 70-летием |
| Ким Ён Ман   | 김영만  |                   | 15 ноября 1924                           | Куре           | Чолла-Намдо    | 30                        | ЦТАК публиковало поздравление с 80-летием. Его статья публиковалась в «Нодон Синмун» в сентябре 2008 г. |
| Ким Ён Тхэ   | 김영태  |                   | 23 июля 1931 14 января 2008 (76 лет)     | Кваксан        | Пхёнан-Пукто   | 35                        | Вёл партизанскую войну в горах Чирисан. ЦТАК публиковало некролог. |
| Ким Ён Гю    | 김용규  |                   | 22 июня 1923                             | Посон          | Чолла-Намдо    | 34                        | ЦТАК публиковало поздравление к его 80-летию |
| Ким Ён Су    | 김용수  |                   | 30 сентября 1931                         | Кёнджу         | Кёнсан-Пукто   | 27                        | ЦТАК в поздравлении с 70-летием указывает годом рождения 1932. Его статья публиковалась в «Нодон Синмун» в июне 2003 г. |
| Ким У Тхэк   | 김우택  |                   | 28 октября 1919                          | Андон          | Кёнсан-Пукто   | 40                        | ЦТАК публиковало поздравление с 90-летием |
| Ким Ын Хван  | 김은환  |                   | 12 июля 1930                             | Кванджу        | Кёнгидо        | 31                        | Освобождён по амнистии февраля 1999 г. На Севере вступил в Корейский союз художников. |
| Ким Ик Чжин  | 김익진  |                   | 13 июля 1932 8 июля 2008 (75 лет)        | Йондок         | Кёнсан-Пукто   | 31                        | Либо «Иль Чжин» Освобождён по амнистии февраля 1999 г. ЦТАК публиковало некролог. |
| Ким Ин Су    | 김인수  |                   | 18 ноября 1926                           | Токчхон        | Пхёнан-Намдо   | 34                        | В июне 2001 ЦТАК сообщала о его выступлении перед делегацией Корейского университета в Японии. |
| Ким Ин Со    | 김인서  |                   | 27 мая 1924 17 августа 2008 (84 года)    | Тэгу           | Кёнсан-Пукто   | 36                        | Просил о выезде на Север в 1996, но получил отказ. ЦТАК публиковало некролог. |
| Ким Чхон Хо  | 김종호  |                   | 2 августа 1916 21 ноября 2003 (87 лет)   | Кимчхон        | Кёнсан-Пукто   | 31                        | ЦТАК публиковало некролог |
| Ким Чхун Чон | 김중종  |                   | 2 апреля 1926                            | Кимчхон        | Кёнсан-Пукто   | 29                        | В 2003 г. присвоена степень доктора лингвистики. ЦТАК публиковало поздравление с 80-летием. |
| Ким Чхан Вун | 김창원  | 金昌源            | 27 октября 1934                          | Йондынпхогу    | Сеул           | 31                        | ЦТАК публиковало поздравление с 70-летием. Его статья публиковалась в «Нодон синмун» в апреле 2006. Дал интервью The Pyongyang Times в сентябре 2008. |
| Ко Гван Ин   | 고광인  |                   | 5 января 1935                            | Кочхан         | Чолла-Пукто    | 34                        | Его статья публиковалась в «Нодон Синмун» в мае 2003. В феврале 2005 ЦТАК публиковало поздравление с 70-летием, без указания даты рождения. |
| Рю Ун Хён    | 류운형  |                   | 26 декабря 1924 22 ноября 2008 (83 года) | Ривон          | Хамгён-Намдо   | 34                        | До ареста занимал различные посты в ТПК. ЦТАК публиковало некролог. |
| Рю Ён Чхоль  | 류연철  |                   | 13 февраля 1912                          | Андон          | Кёнсан-Пукто   | 27                        | В поздравлении ЦТАК к 90-летию указана дата рождения 26 марта 1912. |
| Рю Хан Ук    | 류한욱  |                   | 24 мая 1911                              | Чхольсан       | Пхёнан-Пукто   | 37                        | В поздравлении ЦТАК с 90-летием годом рождения указан 1917 |
| Ли Кён Гу    | 리경구  |                   | 4 марта 1930                             | Конджу         | Чхунчхон-Намдо | 38                        | Его статья публиковалась в «Нодон Синмун» в июне 2006 г. ЦТАК публиковало поздравления с 80-летием. |
| Ли Кён Чхан  | 리경찬  |                   | 15 ноября 1935                           |                | Кэсон          | 35                        | На Севере вступил в Корейский союз художников. ЦТАК публиковало поздравление с 70-летием. Его статья публиковались в «Нодон Синмун» в феврале 2005 и декабре 2006. |
| Ли Гон Сун   | 리공순  |                   | 3 декабря 1934                           | Сосан          | Чхунчхон-Намдо | 33                        | ЦТАК публиковало поздравление с 70-летием. Его статья публиковалась в «Нодон Синмун» в ноябре 2006 г. |
| Ли Ту Гюн    | 리두균  |                   | 2 апреля 1926                            | Чхунджу        | Чхунчхон-Пукто | 31                        | Его статья публиковалась в «Нодон Синмун» в октябре 2004 г. ЦТАК публиковало поздравление с 80-летием. |
| Ли Се Гюн    | 리세균  |                   | 15 января 1922                           | Чонджу         | Чолла-Пукто    | 30                        | ЦТАК публиковало поздравление с 80-летием |
| Ли Чхэ Рён   | 리재룡  |                   | 3 октября 1945                           | Янъян          | Канвондо       | 30                        | ЦТАК сообщало, что 24 июля 2002 г. у него родилась дочь Ли Чхук Бок (리축복) |
| Ли Чжон      | 리종    |                   | 9 августа 1911                           | Йондон         | Чхунчхон-Пукто | 25                        | В поздравлении ЦТАК с 90-летием указана дата рождения 25 сентября 1911. Его статья публиковалась в «Нодон Синмун» в октябре 2006. |
| Ли Чжон Хван | 리종환  |                   | 7 октября 1922 30 апреля 2001 (78 лет)   |                | Инчхон         | 43                        | ЦТАК публиковало некролог |
| Пак Мун Чжэ  | 박문재  |                   | 14 сентября 1922                         |                | Кэсон          | 28                        | Освобождён из тэчжонской тюрьмы в 1993. По информации ЦТАК, был ещё жив в 2004. |
| Пак Ван Гю   | 박완규  |                   | 10 апреля 1929                           | Чхонвон        | Чхунчхон-Пукто | 33                        | Его статья публиковалась в «Нодон Синмун» в декабре 2006 г. |
| Пан Чхэ Сун  | 방재순  |                   | 25 февраля 1917                          | Хвенсон        | Канвондо       | 38                        | Его статья публиковалась в «Нодон Синмун» в ноябре 2006 г. ЦТАК публиковало поздравление с 90-летием. |
| Сок Ён Хва   | 석용화  |                   | 8 апреля 1925                            | Янсан          | Кёнсан-Намдо   | 20                        | В Южной Корее женился на Ли Чхун Джа; две дочери. Они остались на Юге. ЦТАК публиковало поздравление с 80-летием. |
| Сон Сун Мо   | 손성모  | 孫聖模            | 15 января 1930                           | Пуан           | Чолла-Пукто    | 19                        | Освобождён в июле 2000 г. Его статья публиковалась в «Нодон Синмун» в июле 2006 г. ЦТАК публиковало поздравление с 80-летием. |
| Сон Сан Чжун | 송상준  |                   | 29 июля 1927                             |                | Пусан          | 36                        | ЦТАК публиковало поздравление с 80-летием |
| Син Гван Су  | 신광수  | 辛光洙            | 27 июня 1929                             | Янсан          | Кёнсан-Намдо   | 15                        | По некоторым сведениям, родился в японском городе Сидзуока. Освобождён в июне 2000 г. Подозревался в причастности к похищениям японцев. |
| Син Рин Су   | 신린수  |                   | 1 апреля 1918                            | Чхондо         | Кёнсан-Пукто   | 30                        | В молодости работал шахтёром. В The Pyongyang Times публиковалось поздравление с 90-летием. |
| Син Ин Ён    | 신인영  |                   | 6 декабря 1929                           | Пуан           | Чолла-Пукто    | 32                        | Был арестован в 1967 г. На Севере остались жена, сын и две дочери; его мать Ко Бон Хи жила на Юге. Освобождён из тэджонской тюрьмы по амнистии в марте 1998. Страдал лейкемией. При освобождении заявил, что «хочет остаток жизни заботиться о матери», но в 2000 г. вернулся на Север вместе с товарищами. Прощание запечатлено в «Репатриации». Она умерла в 2002 г.                |
| Ан Ён Ги     | 안영기  |                   | 19 июня 1929                             | Куми           | Кёнсан-Пукто   | 38                        | До ареста проектировал пхеньянский ресторан «Окрю». Освобождён по амнистии февраля 1999 г. На Севере вступил в Корейский союз художников. |
| Ян Чхоль Хо  | 양정호  |                   | 3 апреля 1931                            | Янсан          | Кёнсан-Намдо   | 31                        | Освобождён по амнистии февраля 1999 г. На Севере вступил в Корейский союз художников. Его статья публиковалась в «Нодон Синмун» в августе 2004 г. |
| О Хён Сик    | 오형식  |                   | 24 января 1932 3 сентября 2006 (74 года) | Сихын          | Кёнгидо        | 31                        | Его статья публиковалась в «Нодон Синмун» в июне 2006 г. ЦТАК публиковало некролог. |
| У Ён Гак     | 우용각  |                   | 29 ноября 1929                           | Нёнбён         | Пхёнан-Пукто   | 40                        | Или «Ву Йонг Гак». Захвачен при рейде в южнокорейские воды в 1959 г. При освобождении в 1999 г. считался самым долгосрочным политзаключённым в мире. |
| Юн Ён Ги     | 윤용기  |                   | 2 августа 1926 13 июня 2001 (74 года)    | Канхва         | Кёнгидо        | 40                        | ЦТАК публиковало некролог |
| Юн Хи Бо     | 윤희보  |                   | 10 октября 1917                          | Кванджу        | Кёнгидо        | 25                        | ЦТАК публиковало поздравление с 90-летием |
| Им Пён Хо    | 임병호  |                   | 1 сентября 1916                          | Порён          | Чхунчхон-Намдо | 32                        | Его статья публиковалась в «Нодон Синмун» в декабре 2006 г. |
| Чхан Пён Рак | 장병락  |                   | 25 июля 1934 11 октября 2009 (75 лет)    | Ковон          | Хамгён-Намдо   | 38                        | Освобождён по амнистии 1999 г. ЦТАК публиковало некролог. |
| Чхан Хо      | 장호    |                   | 29 ноября 1920                           | Мапхогу        | Сеул           | 32                        | ЦТАК публиковало поздравление с 80-летием. В октябре 2003 г. выступил перед делегацией студентов Корейского университета в Японии. В октябре 2005 г. опубликовал в «Нодон Синмун» статью «Общество и мораль». |
| Чхон Чхин    | 전진    |                   | 6 июля 1923                              | Кунсан         | Чолла-Пукто    | 38                        | ЦТАК публиковало поздравление с 80-летием |
| Чхон Чхан Ги | 전창기  |                   | 10 апреля 1918                           | Пуё            | Чхунчхон-Намдо | 23                        | В The Pyongyang Times публиковалось поздравление с 90-летием. |
| Чо Чхан Сон  | 조창손  |                   | 29 августа 1929                          | Рёнён          | Хванхэ-Намдо   | 30                        | Главный герой «Репатриации». Имеет жену и двух сыновей на Севере. |
| Цой Сун Мук  | 최선묵  |                   | 1 июля 1928                              | Канхва         | Кёнгидо        | 38                        | Освобождён по амнистии февраля 1999 г. На Севере вступил в Корейский союз художников. Его статья публиковалась в «Нодон Синмун» в марте 2005 г. |
| Цой Су Иль   | 최수일  |                   | 25 мая 1939                              | Ыйджу          | Пхёнан-Пукто   | 35                        | |
| Цой Ха Чжон  | 최하종  |                   | 21 марта 1927                            | Кимчхэк        | Хамгён-Пукто   | 36                        | На Севере вступил в Корейский союз художников. ЦТАК публиковало поздравление с 80-летием. |
| Хан Пэк Рёль | 한백렬  |                   | 16 февраля 1920 13 мая 2009 (89 лет)     | Кванджу        | Кёнгидо        | 23                        | ЦТАК публиковало некролог |
| Хан Чхан Хо  | 한장호  |                   | 1 мая 1923                               | Myongchon      | Хамгён-Пукто   | 39                        | ЦТАК публиковало поздравление к 80-летию |
| Хан Чхон Хо  | 한종호  |                   | 31 января 1918                           | Хамхын         | Хамгён-Пукто   | 13                        | Оставил сына Хан Ён Су. Жена не пришла его проводить. ЦТАК публиковало поздравление с 90-летием. |
| Хан Чхун Ик  | 한춘익  |                   | 10 июня 1925                             | Хамхын         | Хамгён-Пукто   | 29                        | ЦТАК публиковало поздравление с 80-летием |
| Хам Се Хван  | 함세환  |                   | 12 декабря 1932                          | Онджин         | Хванхэ-Намдо   | 34                        | Требовал репатриации в 1993 (вместе с Ли Ин Мо) и 1996, но получил отказ. ЦТАК сообщило о рождении у него дочери 19 марта 2003 г. Его статья публиковалась в «Нодон Синмун» в декабре 2006 г. |
| Хон Гён Сун  | 홍경선  |                   | 21 мая 1925                              | Чхонан         | Чхунчхон-Намдо | 33                        | ЦТАК публиковало поздравление с 80-летием. Его статья публиковалась в «Нодон Синмун» в декабре 2005 г. |
| Хон Мён Ги   | 홍명기  |                   | 5 апреля 1929                            | Пуё            | Чхунчхон-Намдо | 38                        | ЦТАК публиковало поздравление к 80-летию |
| Хон Мун Гу   | 홍문거  |                   | 14 сентября 1921                         |                | Пхеньян        | 37                        | ЦТАК публиковало поздравление к 80-летию |
| Хван Ён Гап  | 황용갑  |                   | 28 мая 1924                              | Хадон          | Кёнсан-Намдо   | 35                        | Освобождён в 1989 г. Женился на женщине по фамилии Ким, не рассказывая ей о своём прошлом. Она узнала об этом лишь в конце 1999. ЦТАК публиковало поздравление с 80-летием. В 2006 г. опубликовал статью в «Нодон Синмун». |